# Phonematische Orthographie
In einer phonetischen, phonemischen oder phonematischen Orthographie repräsentiert ein Schriftzeichen eindeutig nur einen Sprachlaut. Sie ist somit ein denkbarer Idealfall der Orthographie, die ganz allgemein eine möglichst einfache, in beiden Richtungen eindeutige Beziehung zwischen Lautfolge und Schriftbild anstreben kann. Demgegenüber stehen bei einer etymologischen Orthographie andere Kriterien im Vordergrund (Abbildung historischer Sprachzustände, morphologischer Zusammenhänge).

## Merkmale
Das Ziel einer phonematischen Orthographie ist es, das Phoneminventar der betreffenden Sprache, das sind die verwendeten Laute, die Bedeutungsunterschiede hervorrufen, schriftlich möglichst exakt abzubilden, sodass jedes Phonem einem einzelnen Buchstaben, Digraphen, oder Trigraphen entspricht. Anders als im Internationalen Phonetischen Alphabet soll also nicht beschrieben werden, wie zum Beispiel ein „r“ zu sprechen sei (rollend [⁠r⁠] oder als Zäpfchen-R [⁠ʁ⁠]), denn diese Varianten ändern nicht die Bedeutung des Wortes.
Einige Alphabete haben grundlegende Phonem-Graphem-Entsprechungen. So zum Beispiel sind in Sprachen mit der lateinischen Schrift fast immer die Laute [⁠b⁠] mit einem b, oder [⁠d⁠] mit einem d realisiert. Bei dem Phonem /⁠k⁠/ gibt es drei Varianten, nämlich c, k und q(u).
Wenn jedoch die grundlegenden Buchstaben nicht ausreichen, müssen ihnen für eine phonematische Orthographie unter anderem diakritische Zeichen beigefügt werden, um sie zu modifizieren. Beispielsweise gibt es für [⁠ʃ⁠] keine genaue Entsprechung im lateinischen Alphabet. Einige slawische Sprachen, wie das Tschechische und Slowakische, verwenden hierfür ein s mit Hatschek (š). Die ungarische Sprache wiederum benutzt für diesen Laut den unmodifizierten Buchstaben s, das stimmlose [⁠s⁠] wird durch den Digraphen sz realisiert, die stimmhafte Variante durch das z. Im Deutschen hingegen wird für [⁠ʃ⁠] ein sch benutzt, im Polnischen ein sz.
Dasselbe gilt für die kyrillische Schrift. Unter anderem wurde für den belarussischen Laut [⁠ŭ⁠] aus dem у speziell das ў geschaffen. Turksprachen mit dieser Schrift enthalten relativ viele Neuschöpfungen, da sich ihr Phoneminventar sehr vom Slawischen unterscheidet.
Sprachen, die eine andere Schrift als die obigen benutzen, besitzen für eine möglichst phonematische Schreibweise spezielle Grapheme und Diakritika, zum Beispiel Devanagari.
Die Realisierung der Phoneme wird in vielen Fällen zusätzlich variiert. In den meisten Sprachen sind weitere Feinheiten der Aussprache distinktiv (für die Bedeutung wichtig):
- Die Betonung kann hierbei bedeutungsunterscheidend wirken. Ob beispielsweise das deutsche Wort modern als Adjektiv (zweite Silbe betont) neuzeitlich oder als Verb (erste Silbe betont) verfaulen bedeutet, muss aus dem Zusammenhang erschlossen werden.[2] Des Weiteren bedeutet das russische Wort стоит entweder er/sie/es kostet (Kaufpreis) (erste Silbe betont), oder er/sie/es steht (zweite Silbe betont). Auch in diesem Fall fehlt es der Schreibweise an Eindeutigkeit, da der betonte Vokal nicht gekennzeichnet ist. In Lehrbüchern für die russische Sprache wird dies mit Akzenten gelöst: сто́ит bzw. стои́т
- Ferner gibt es Sprachen, die zwischen verschiedenen Aussprachelängen der Vokale (meistens zwei oder drei) unterscheiden, man kennzeichnet beispielsweise die lange Aussprache mit einem Akzent oder Makron. Ein Minimalpaar ist zum Beispiel ungarisch ágy [aːɟ] (Bett) mit agy [ɒɟ] (Gehirn). Auch Konsonanten können in manchen Sprachen verschiedene Längen haben, beispielsweise wird im Finnischen die lange Variante durch Doppelschreibung des Konsonanten wiedergegeben.
- In Tonsprachen, wie den sinotibetischen oder den Na-Dené-Sprachen, ändert die Tonhöhe, mit der ein Laut gesprochen wird, die Bedeutung. Erstere Sprachfamilie verwendet kein Alphabet im eigentlichen Sinn, sondern Logogramme für einzelne Silben. Für die Na-Dené-Sprache Navajo wurde das lateinische Alphabet eingeführt. Hohe Töne werden mit einem Akzent gekennzeichnet, während tiefe Töne keine Diakritika enthalten.

## Anwendung
Eine phonematische Orthographie kommt oft dann zum Einsatz, wenn sich die Regierung eines Landes dazu entschließt, für ihre Sprache eine neue Schrift zu übernehmen. Da die Schreibregeln vor ihrer Einführung zu planen sind, wird idealerweise eine möglichst einfache und lautgetreue Rechtschreibung bevorzugt.
Dies trifft beispielsweise auf die vietnamesische Sprache zu, für die eine von den kolonisierenden Europäern einfach zu erlernende lateinische Rechtschreibung entwickelt wurde. Sie ersetzte letztendlich die chinesischen Schriftzeichen.
Die türkische Sprache hat in relativ junger Vergangenheit, 1928, die Arabische Schrift durch das so genannte Neue Türkische Alphabet ersetzt. Auch andere Turksprachen, wie Aserbaidschanisch, verwenden ähnliche Alphabete. Noch heute arbeitet man an einem einheitlichen und lautgetreuen Alphabet für alle Turksprachen.
Absolut phonetische Orthographien sind so gut wie gar nicht anzutreffen. Auch Sprachen wie die obigen greifen auf lautverändernde Buchstaben zurück. Das Türkische besitzt hierfür unter anderem den Buchstaben ğ, der entweder [⁠j⁠] gesprochen wird oder den vorhergehenden Vokal dehnt. Im Vietnamesischen variiert die Aussprache einiger Buchstaben je nach Stellung im Wort; vor allem am Silbenende. Einer phonetischen Orthografie recht nahe kommt die georgische Sprache mit dem zugehörigen georgischen Alphabet.
Die Rechtschreibung der ungarischen Sprache ist, außer in Eigennamen, ein Beispiel für eine annähernd phonematische Schreibung, die sich erst im Lauf der Zeit entwickelt hat. Die Betonung ist stets auf der ersten Silbe, lange Vokale sind markiert, Tonhöhen sind nicht distinktiv. Zudem werden Digraphen und ein Trigraph angewendet, welche wie die einzelnen Buchstaben stets eine eindeutige Aussprache repräsentieren. Hierbei handelt es sich um das Ergebnis mehrerer Reformen. Im ältesten erhaltenen Dokument, der „Leichenrede“ (Siehe „Weblinks“ in ungarische Sprache), sind die massiven Unterschiede zur heutigen Realisierung einsehbar.
Plansprachen wie Esperanto verwenden eine phonematische Orthographie, da sie leicht erlernbar sein sollen. Es ist sogar möglich, auf Digraphen zu verzichten (von alternativen Schreibweisen abgesehen, wie cx, sx für ĉ, ŝ). Eine Ausnahme bildet eine Variante des Esperanto, das Arcaicam Esperantom, welches extra für schriftstellerische Zwecke eine abweichende und damit „veraltet“ wirkende Rechtschreibung hat.
Einige phonetische Besonderheiten werden mangels Distinktivität auch von Muttersprachlern, wenn überhaupt, nur unterschwellig wahrgenommen. Sie werden deshalb (auch in Plansprachen) nur selten notiert und bei flüchtigem Sprechen mitunter ausgelassen. Ein Beispiel im Deutschen ist der Glottisschlag (oder „Knacklaut“) [⁠ʔ⁠]. Er besitzt im deutschen Alphabet kein eigenes Graphem und beeinflusst nirgends die Bedeutung eines Wortes, wird aber bei Vokalen am Silbenanfang ausgesprochen, zum Beispiel beachten [bəˈʔaχtən]. Besonders schlecht wahrnehmbar ist die (ebenfalls nicht mitgeschriebene) Aspiration, eine geringe Behauchung eines Lautes nach stimmlosen Plosiven am Silbenanfang. Selbst Muttersprachlern fällt er mitunter nur nach deutlicher Aussprache auf und kann dialektal variieren. Möglichkeiten zum Ausprobieren sind die Wörter kalt [kʰalt] und Pass [pʰas]. Auch der Unterschied zwischen stimmlosem [⁠s⁠] und stimmhaftem [⁠z⁠] (am Wortanfang) kann, muss aber nicht realisiert werden. Beispiel: Nuss [nʊs], aber Sahne [ˈzaːnə].